# Affaire Westland
L'« affaire Westland » est le nom donné à une crise gouvernementale qui frappa le cabinet Thatcher en 1985.

## Déroulement de l'affaire
L’entreprise d’hélicoptères Westland Helicopters, en grave déficit, doit trouver un repreneur en 1985. Le dossier est placé sous la houlette du ministère de l’Industrie mais aussi sous celle du ministère de la Défense. Margaret Thatcher préfèrerait un industriel américain, alors que le ministre de la Défense Michael Heseltine est à la recherche d’un repreneur européen. Le Premier ministre arrête sa décision sans consulter Heseltine. Le ministre choisit donc de laisser fuiter des documents violant le secret professionnel, qui révèlent l’annulation des issues européennes et la faisabilité de son projet américain. L’affaire s’enfonce ensuite dans des voies alambiquées lorsqu’il est question de la responsabilité des révélations. La maladresse du personnel du ministère de l’Industrie donne l’occasion à Margaret Thatcher de trouver un fautif. Elle rend coupable le secrétaire d’État à l’Industrie, Leon Brittan, qui est contraint à la démission le 24 janvier 1986. Une motion de censure est également déposée par les travaillistes au Parlement de Westminster, mais le vote est favorable au gouvernement.

## Conséquences
En janvier 1986, Heseltine démissionne lui aussi, en signe de protestation, et retourne sur les bancs du Parlement pour sa circonscription de Henley. En 1990, il trouve l'occasion de prendre sa revanche : le Premier ministre est affaibli par deux échecs électoraux en 1986, par une campagne provocatrice d’Anthony Meyer pour la présidence du Parti conservateur (bien qu’elle l'eut emporté de 314 voix contre 33) et enfin par la démission de son Vice-Premier ministre Geoffrey Howe. Tout cela porte un coup sérieux à son leadership, comme si la statue du commandeur de celle qui a dominé la vie politique dans la décennie s'effritait. Michael Heseltine se présente pour la présidence du parti. Mais Margaret Thatcher sous-estime le danger et bâcle sa campagne, déléguant sans cesse à ses conseillers. Le 20 novembre, elle manque de deux voix d’être réélue dès le premier tour, n’ayant réuni que 204 bulletins contre 152 pour Heseltine. Ses chances de l’emporter sont minimes et le soutien de son cabinet feint. Elle se retire donc de la compétition et soutient son dauphin John Major qui sort vainqueur avec 185 voix contre 131 pour Heseltine. Pour sa part, Margaret Thatcher présente sa démission le 22 novembre et quitte le 10 Downing Street le 28.